# Xã South Arm, Michigan
Xã South Arm (tiếng Anh: South Arm Township) là một xã thuộc quận Charlevoix, tiểu bang Michigan, Hoa Kỳ. Năm 2010, dân số của xã này là 1.873 người.